# Unione Sportiva Crotone 1951-1952
Questa pagina raccoglie le informazioni riguardanti l'Unione Sportiva Crotone nelle competizioni ufficiali della stagione 1951-1952.

## Rosa
Template:Calciatore in rosa/n=

|-
|
|
|A
|S. Bertoglio 

|-
|
|
|A
|S. Bisotti 

|-
|
|
|C
|P. Bordin 

|-
|
|
|C
|Franco Brocchetta 

|-
|
|
|A
|S. Buizza 

|-
|
|
|A
|Giacomo Cosmano 

|-
|
|
|P
|Brenno Fontanesi 
|}
|
| N. |                   | Ruolo | Calciatore      |
| -- | ----------------- | ----- | --------------- |
|    | Italia (bandiera) | C     | G. Guarneri     |
|    | Italia (bandiera) | A     | Adilio Pugliese |
|    | Italia (bandiera) | A     | Luigi Robotti   |
|    | Italia (bandiera) | C     | G. Santini      |
|    | Italia (bandiera) | C     | G. Purgato      |
|    | Italia (bandiera) | D     | B. Zambelli     |

|}